# Carlo Furno
Carlo Furno (Bairo, Italia, 2 de diciembre de 1921 - Roma, 9 de diciembre de 2015) fue un sacerdote, cardenal y arzobispo católico italiano. Fue Gran Maestre Emérito de la Orden del Santo Sepulcro de Jerusalén, decano emérito de la basílica de Santa María la Mayor y cardenal Presbítero de San Onofre.

## Biografía

### Primeros años y formación
Carlo Furno nació en Bairnsdale, en la diócesis de Ivrea, el 2 de diciembre de 1921. Su padre fue José Furno y su madre María Bardesono.Se crio en Agliè, también en la provincia de Turín, donde fue ciudadano de honor.  Asistió a la escuela primaria en Agliè y luego al Colegio Obispo de Ivrea. En 1938 comenzó sus estudios de filosofía, continuando los de teología en el Seminario Obispo de Ivrea. 

### Sacerdocio
Su ordenación sacerdotal fue el 25 de junio de 1944, en medio de la II Gran Guerra.
Llevó a cabo su ministerio en la diócesis como pastor asistente de Ozegna durante tres años. Luego asistió a un año en la Facultad de Teología de la Universidad Pontificia Salesiana, luego de Crocetta, en Turín, se trasladó a Roma, donde, estudió en el Pontificio Seminario Romano de Estudios Jurídicos, asistiendo a los cursos de la Facultad de Derecho para doctorarse In utroque iure en 1953.
Hecho en el ínterin dos años como estudiante en la Pontificia Academia Eclesiástica, fue enviado en julio del mismo año, primero como secretario y luego como secretario de la Nunciatura Apostólica en Colombia por cuatro años, uno en Ecuador, y después tres años en la Delegación apostólica de Jerusalén. En septiembre de 1962 pasó a la Sala Primera con el Secretario de Estado, donde trabajó durante once años, enseñando al mismo tiempo como diplomático de la Pontificia Academia Eclesiástica (1966-1973).

## Episcopado

### Nuncio Apostólico en Perú
El 1° de agosto de 1973 el papa Pablo VI lo nombró arzobispo titular de Abari y Nuncio Apostólico en el Perú. Fue consagrado en Agliè el 16 de septiembre del mismo año. 

### Nuncio Apostólico en Líbano
El 25 de noviembre de 1978 el papa Juan Pablo II, recientemente elegido como sucesor de Pedro, lo transfiere como Nuncio Apostólico en el Líbano, un país duramente castigado por la guerra. 

### Nuncio Apostólico en Brasil
El 21 de agosto de 1982 fue nombrado nuncio apostólico en Brasil, donde permaneció alrededor de diez años, hasta 15 de abril de 1992, fue llamado a Roma como nuncio apostólico en Italia, cargo que ocupó hasta noviembre de 1994.

### Cardenalato
El papa Juan Pablo II lo elevó al rango de cardenal en el consistorio del 26 de noviembre de 1994, el título de San Onofrio. 
Desde 16 dic 1995 a 27 jun 2007 fue Gran Maestre de la Orden de Caballería del Santo Sepulcro de Jerusalén. 
Desde el 23 de mayo de 1996 hasta noviembre de 1998 fue delegado papal de la Basílica de San Francisco de Asís. 
De 29 de septiembre de 1997 a 27 de mayo de 2004 fue arcipreste de la Basílica Patriarcal Liberiana de Santa María la Mayor.